# Мугам
Муга́м (азерб. Muğam, موغام [muɣam]; от араб. مقام‎ [maqam] — «место, положение, стоянка»), или Мугама́т (азерб. Muğamat) — один из основных жанров азербайджанской традиционной музыки, многочастное вокально-инструментальное произведение, являющееся классическим музыкально-поэтическим искусством азербайджанского народа. Мугам — это также общее название ладов азербайджанской музыки.
Мугаму свойствен импровизационный тип мелодического развёртывания на основе определённого мугам-лада. Мугам исполняется как полностью (дестгях), так и по частям певцом-солистом (ханенде) с инструментальным сопровождением или в виде сольных инструментальных произведений (на таре, кеманче и др.). Азербайджанское трио исполнителей мугама состоит из певца, который также играет на дафе, и аккомпанирующих ему тариста и кеманчиста.
Мугам считается азербайджанской разновидностью практики музицирования, распространённой в культурах Ближнего и Среднего Востока (см. макам). В ранние периоды мугам изучался в качестве составляющей единой музыкальной традиции наряду с арабским и турецким макамом, персидским дестгяхом и другими локальными представителями мугамо-макамной традиции и не ассоциировался исключительно с азербайджанской культурой. Однако теоретические и музыкальные труды азербайджанских мастеров мугама и музыковедов пост-советского периода создали возможность западному слушателю познакомиться с мугамом как с частью современной жизни Азербайджана. В 2008 году ЮНЕСКО объявило азербайджанский мугам одним из шедевров устного и нематериального культурного наследия человечества.
Мугамы широко используются композиторами в их творчестве. Первые азербайджанские оперы основаны главным образом на мугамах, созданы также симфонические мугамы, джаз-мугамы.

## Общая характеристика
Слово «мугам» теоретики относят как к ладу азербайджанской музыки, так и к музыкальному жанру в целом. К XX веку сохранилось всего семь основных ладов, хотя изначально их было больше. Причём понятия лада, выделяемого на основе звукоряда мугама, и собственно мугама (на основе мелодико-тематических особенностей) не всегда совпадают.
В азербайджанской музыке помимо семи основных мугамов (Сегях, Чаргях (Чахаргях), Раст, Баяты-Шираз, Шур, Хумаюн и Шуштер) существуют и их многочисленные варианты — Баяты-Гаджар, Баяты-Исфахан, Харидж Сегях, Орта Сегях, Мирза Хусейн Сегях, Йетим Сегях, Сегях-Забул, Махур, Мухалиф, Дюгях и др. Кроме семи основных ладов, в азербайджанской народной музыке имеются и свыше 70 побочных ладов и разделов (Шахназ, Сарендж, Баяты-Кюрд, Хиджас, Гатар). Узеир Гаджибеков в своём труде «Основы азербайджанской народной музыки» (Баку, 1945) даёт образную характеристику каждого лада: «По характеру своему (эстетико-психологического порядка) „Раст“ вызывает чувство мужества и бодрости, „Шур“ — весёлого лирического настроения, „Сейгях“ — чувство любви, „Шуштер“ — чувство глубокой печали, „Чаргях“ — чувство возбуждения и страстности, „Баяты-Шираз“ — чувство грусти, „Хумаюн“ — глубокой или по сравнению с „Шуштер“, более глубокой печали». По словам Гаджибекова, подавляющее большинство азербайджанских народных песен и танцев построено в ладах «Шур» и «Сегях», лад «Хумаюн» же наименее популярен. Кроме того, сам композитор отмечал, что лад «Сегях» имеет лирико-любовное значение, что все нежные любовные народные песни построены в этом ладе, в связи с чем автор при передаче любовных сцен в своих операх, прибегал к этому ладу, тогда как для изображения угнетённого положения народа он употреблял лад «Чаргях».
Как большие, так и малые мугамы состоят из нескольких разделов (шобе). При этом разделы больших мугамов, в отличие от разделов малых, могут быть самостоятельными. Так, практически все малые мугамы (кроме мугама Чобан-баяты) входят в виде разделов в состав больших мугамов.

## Этимология названий мугамов
Наименования ряда мугамов связаны с цифрами. Так, к примеру, название мугама «Дюгях» происходит от персидского «дю», что означает «два», и «гях» — «момент», «место», «позиция», означая фразу «вторая позиция» или «второе место». Таким же образом «Сегях» переводится как «третье место», «Чаргях» — «четвёртое место», «Пенджгях» — «пятое место».
В названиях таких мугамов, как «Азербайджан», «Хиджаз», «Забул», «Баяты-Шираз», «Баяты-Исфахан», «Араг» (или «Ирак»), «Аразбары», «Эйраты», «Кабили», «Карабах шикестеси», нашли своё отражение топонимы, названия стран и городов. Существуют также мугамы и их разделы, наименования которых происходят от имён различных исторических личностей и исполнителей. К таким произведениям относятся «Мансурийя», «Хейдари», «Баба Тахир», «Хаджи Дервиш», «Хаджи Юни», «Шах Хатаи». Названия же иных мугамов связаны с наименованиями различных тюркских племён: это мугамы «Баяты», «Баяты-Тюрк», связанные с названием племени баят, «Овшары» («Афшары») — с племенем афшар, «Баяты-Гаджар» — с племенем каджар.
Названия таких мугамов, как «Симаи-Шемс», «Шур», «Хумаюн», «Шахназ», «Дилькеш», «Дильруба», связаны с образным содержанием музыки. Некоторые же мугамные разделы имеют отношение к животному миру. К таким шобе относятся «Балу-кебутер», что означает «крылья ласточки», «Зенги-шотор», означающий «Колокольчики верблюда».

## История

### Предыстория
Сведения о возникновении профессионального музыкального творчества на Востоке встречаются ещё в письменных источниках раннего средневековья. В основном это данные мифологического и легендарного характера и сведения, основанные на исторических фактах. Одна из восточных легенд, связанных с происхождением музыки и, в частности, её профессиональной ветви, рассказывает о фантастической птице Симург со множеством звуковых отверстий в клюве и о человеке, услышавшем её волшебное пение. В аллегорической поэме «Мантык ут-тайр» («Беседа птиц») персидского поэта Фарид ад-дина Аттара в легенде представлен учёный-философ, который под впечатлением чарующих звуков создал науку о музыке. В других вариантах этой легенды, приведённых в трактатах XVI—XVII веков, говорится о создании на основе этих звуков 12 мугамов (макамов) и мугамных мелодий. Таким образом, по легенде, завораживающее пение фантастической птицы послужило основой для образования классических макамных звукорядов.
Точное время появления мугамов не установлено. Первые циклические формы — предки современных мугамов были, предположительно, созданы в конце VI — первой трети VII века придворным музыкантом шаха Ирана Хосрова II Парвиза Барбадом. К XI веку уже стало практиковаться исполнение мугамного жанра. О мугамных произведениях XI века известно из персидского «Кабус-Наме» (глава «Об обычаях музыкантов»). В тот период существовали композиции Раст, Баде, Ирак (Араг), Ушшаг, Зирафкянд, Бусалик, Сипанах (Исфахан), Нава, Бесте. Вероятно, это были импровизационные разделы, которые чередовались с лирически чёткими формами — Бесте, с лирическими вокальными газелями — прототипами современных теснифов, с лёгким песенным жанром — таране. Иными словами, в XI веке в исполнительском искусстве уже практиковался мугамный жанр, однако его концепция ещё не была теоретически осмыслена. В трудах Ибн Сины упоминаются лишь 2 названия: Исфахан и Сальмак. В поэме «Хосров и Ширин» классика персидской поэзии Низами Гянджеви к перечисленным в «Кабус-Наме» (за исключением Бесте и Баде) прибавляются Новруз, Рахови (Рахаб) и Хесар (Хасар). На различных миниатюрах тебризской школы, иллюстрирующих поэмы из «Хамсе» Низами, показаны музыкальные сцены, на которых изображены ансамбли музыкантов с дефом, кеманчой. Таким образом, в XII веке было известно 13 названий мугамов, которые в то время обозначались термином «пардэ», иногда «рах».
В XIII веке Сафи ад-Дин создал систему, которая состояла из 12 основных мугамов-ладов и 6 производных (авазе). Эта система была основана на 17-ступенном звукоряде в пределах октавы. Во второй половине XIV — первой трети XV века персидский музыкант и теоретик музыки Абд аль-Кадир продолжил систему Сафи ад-Дина, подробно разобрав 2-ю группу производных мугама — 24 шобе. Сам термин «мугам/макам», обозначающий «место, стоянка», получил распространение в музыковедении только в XIV веке. До этого для обозначения лада применялись такие иранские и арабские термины, как «рах» (путь, способ), «пардэ» (ладок, перемычка), «даира» (период, круг), «шадд» (нить жемчуга), «джам» (совокупность [звуков]). В сочинениях Абд аль-Кадира встречается разработка термина мугама. Однако названия форм и жанров в средние века отличались от названий ладов, лежащих в их основе; лишь позднее они стали совпадать. Эта схожесть сохранилась и до настоящего времени.

### Мугам в XIV—XVIII веках. Азербайджанский мугам
В XIV—XV веках, с началом формирования азербайджанского тюркоязычного этноса — основного народа, населяющего Азербайджанскую Республику и Иранский Азербайджан, — возникает и его культура. Возникновение мугамов связано с развитием городской культуры в средние века. В XIV веке в азербайджанской музыке существовала разветвлённая ладовая система, тем не менее, несмотря на наличие большого разнообразия звукорядов, основных ладов было не больше 12: Бузрук, Бусалик, Гиджас, Гусейни, Нава, Зенкола, Зирафкенд, Раст, Рохави, Ирак, Исфаган, Ушшаг, помимо которых существовало множество побочных мугамов и авазов. Главным критерием отбора явилось благозвучие ладов и широкие возможности для образования производных ладов-шобе (так называемого ладового «разветвления»). В трактате Абд аль-Кадира Мараги сообщается, что «тюрки предпочитают сочинять в мугамах Ушшаг, Нава и Бусалик, хотя и другие мугамы входят в их сочинения».
В XVI веке во времена Сефевидов жанр мугама, тесно связанный с классической поэзией, получил широкое развитие. Крупным азербайджанским ханенде в этот период являлся Хафиз Леле Тебризи. Исполнение мугамного произведения «Ушшаг» упоминается в сочинении Шараф-хана Бидлиси «Шарафнаме», где описан пир, данный Шаху Исмаилу Сефеви, на котором «прекрасноголосые певцы и сладкозвучные музыканты высокими и низкими голосами завели мелодию „ушшаг“…».
Трактат «Рисале-йи мусиги» Мирза-бея свидетельствует о музыкальном искусстве азербайджанского народа на рубеже XVI—XVII веков. Этот труд посвящён вопросам создания мугамов и ритмических музыкальных ударов (зарб). К основному зарбу, отбиваемому на мембранных инструментах, эта работа относит и сагиль, от которого образуются следующие ритмы: сезарб, барафшан, туркизарб, семаи, фахтезараб, сарандаз, чахарзарб и бухари-е морги. Знаменитым сазандаром (исполнителем мугамов) в XVII веке был нахичеванец Мурад Ага, который, по сообщению Эвлия Челеби, был переселён османским султаном Мурадом III в Константинополь.
Искусство мугама пользовалось большой славой и в XVIII веке. В этот период к мугамам при исполнении нередко включали и теснифы. До XIX века искусство мугама культивировалось в основном при дворах феодалов, что наложило на него известный отпечаток, обусловленный в ограниченности любовно-лирическими и философски-назидательными темами, часто мистическими и эротическими образами.
Знаменитыми певцами-ханенде конца XVIII — начала XX века были выходцы из Шуши Юсыф, Гасанага и Асад.

### Искусство мугама в XIX веке
В распространении исполнения мугамов и их профессионализации значительная роль принадлежит литературным и музыкальным кружкам (меджлисам), сложившимся с 20-х годов XIX века в таких городах, как Шуша, Баку, Шемаха, Елизаветполь и др. Меджлисы в XIX веке были одним из главных мест, где мугамы исполняли публично. Наиболее известными из таких меджлисов были «Меджлиси фарамушан», «Меджлиси унс» и «Общество музыкантов» в Шуше, «Бейт-ус-сафа» и музыкальный меджлис Махмуд Аги в Шемахе, «Маджма-уш-шуара» в Баку, «Дивани-хикмет» в Елизаветполе, «Анджуман-уш-шуара» в Ордубаде, «Фовджул-фусаха» в Ленкорани. Здесь собирались поэты, литераторы, музыканты, ценители и знатоки классической поэзии и музыки. Угасание традиции меджлисов было связано с процессами демократизации музыкальной жизни азербайджанцев, с появлением в начале XX века концертных форм музыкального исполнительства. Благодаря меджлисам появилась особая культура слушания мугама, а также слушательская среда, которая предъявляла высокие требования к исполнению этого жанра. Развитие мугама в такой атмосфере дало толчок для профессионального совершенствования азербайджанских музыкантов XIX — начала XX века.
Значительное оживление в азербайджанском музыкальном искусстве стало наблюдаться во второй половине XIX века. Одним из направлений, в котором развивалась азербайджанская музыка, было творчество ханенде и сазандаров. Это направление олицетворяло наиболее сложный путь музыкального творчества. Ансамбль сазандаров состоял из тариста, каманчиста, а иногда и гоша-нагарачи. Искусство сазандаров и мугаматистов получило в дореволюционный период высокое развитие. Они исполняли мугамы, выступали на народных праздниках и свадьбах, а также в частных домах. Эти ансамбли исполняли как собственно мугамы, теснифы, дирингэ и оюн хавалары, так и дестгях, представляющий собой цикл музыкально-инструментальных и вокальных номеров. Выступления ханенде XIX века по имени Саттар на собраниях в Тифлисе и на общественных концертах были высоко оценены Мирзой Фатали Ахундовым, Хачатуром Абовяном, Георгием Эристави, Николаем Бараташвили, Яковом Полонским, а также прессой того времени. Яков Полонский посвятил ему стихотворение под названием «Саттар». В малоизвестном примечании (Стихотворения. СПб., 1855, с. VII, примечание) к имени Саттара Полонский сообщает:
Саттара можно слышать на грузинских и армянских свадьбах, куда он является в сопровождении музыкантов. Ему аккомпанируют… Его… вопли, поражая слух европейца новизною, рождают в душе странное, тревожное чувство.
В этот период наблюдается также количественный рост мугамов-дестгяхов, а также обогащение их составных частей. Стали возникать многочисленные варианты мугамов Сегях, Раст, Махур и др.
Ансамбли ханенде стали в скором времени популярны сначала в городах, а затем и в деревнях, где стали постепенно вытеснять ансамбли ашугов. Во второй половине XIX века появились ханенде, ставшие известными не только на Кавказе, но и далеко за его пределами. Среди них были Харрат Гулу, Садых Асад оглы (Садыхджан), Гаджи Гуси, Мешади Иси, Джаббар Карьягдыоглы, Ала Палас оглы, Алескер Абдуллаев, Кечачи оглы Мухаммед и др. Большой известностью в этот период пользовался тарист Садыхджан. С его именем связана коренная реконструкция тара. Садыхджан добавил к струнам тара октавные и четыре настроечные струны, благодаря чему тар стал полнозвучным, одиннадцатиструнным инструментом. Помимо этого Садыхджан считается автором мугама «Махур-хинди».
Искусство мугама во второй половине XIX века было распространено в основном в Карабахе, Ширване и на Апшероне. Средоточием же исполнителей азербайджанского мугама отличался Карабах, главным образом Шуша, где музыкальная жизнь была особо развита. В этом городе выросли мугаматисты Садыхджан, Исмаил, Гасан, Аббас, Мешади Иси, Абдулбаги Зулалов, Гаджи Гуси и др. Постепенно же из среды народа выходили музыканты и певцы и в Баку, Кубе, Нахичевани, Сальяне и др. Во второй половине XIX века в Баку, Шуше, Кубе и других городах стали проводиться публичные концерты азербайджанской музыки. Немалую роль в подготовке музыкальных исполнителей сыграла музыкальная школа в Шуше, который заведовали Харрат Гулу и Молла Ибрагим. В 80-х годах в Шуше существовала и музыкальная школа, где преподавателем был Кёр Халифа. Здесь он обучал детей игре на таре, кеманче и мугамам. Школа эта закрылась после смерти Кёр Халифа.
В целом на протяжении всего XIX века формируются и стабилизируются циклические принципы организации мугамной композиции. Начинается период расцвета мугама, который обретает устойчивые и канонические черты.

### Начало XX века. Расцвет мугамного искусства
Вторая половина XIX века и начало XX века характеризуются расцветом мугамного искусства. В этот период стали довольно популярны публичные концерты азербайджанской народной музыки. Концерты «Восточной музыки», на которых исполняются мугамы, часто устраиваются в Баку, Шуше. Организатором многих из этих концертов был азербайджанский писатель-драматург Абдуррагим-бек Ахвердов.
Шуша стала одним из первых городов, где стали организовываться концерты народной музыки. Этот город был известен как один из центров азербайджанской музыкальной культуры. Исследователь музыки народов Кавказа В. Д. Корганов в своей книге «Кавказская музыка» писал:
…для Закавказья музыкантов и певцов давал гор. Шуша, являвшийся прекрасной родиной стихов, музыки и песни: из этого города, игравшего для всего Закавказья роль консерватории, каждый сезон и даже каждый месяц шли в Закавказье новые песни, новые мотивы.
В 1901 году в Шуше Ахвердовым был организован публичный концерт азербайджанской народной музыки, на котором были исполнены и мугамы. А в 1902 году целых два концерта азербайджанской музыки по инициативе Ахвердова состоялись в театре Гаджи Зейналабдина Тагиева в Баку. На этих концертах выступили ханенде Джаббар Карьягдыоглы, Сеид Мирбабаев. На концерте, устроенном 11 января 1902 года, выступил также оркестр народных инструментов, состоявший из 12 музыкантов, игравших на таких народных инструментах, как тар, каманча, саз, ней, даф и нагара. Выступление было начато исполнением мелодии мугама «Аразбары».
В этот период были популярны шушинские певцы-ханенде Джаббар Карьягдыоглы, Ислам Абдуллаев, Абдулбаги Зулалов, Мешади Мамед Фарзалиев, Меджид Бейбутов, Кечачи оглы Мухаммед, Сеид Шушинский, бакинские ханенде Али Палас оглы, Ага Салим, Алиага Зухаб и Сеид Мирбабаев, а также нухинец Алекпер Абдуллаев, шемахинец Махмуд Ага, сальянец Ширин Ахундов и др. Одним из известных таристов начала XX века был Курбан Пиримов из села Гюлаблы Шушинского уезда, который первым начал исполнять соло на таре. В 1905 году в Баку он вместе с Джаббаром Карьягдыоглы и каманчистом Сашей Оганезашвили организовал трио мугаматистов.
Первая грампластинка, на которую были записаны мугамы, увидела свет в 1906 году. На неё были записаны мугамы в исполнении Джаббара Карьягдыоглы. Выпустило эту грампластинку английское акционерное общество «Граммофон» в Риге. В период с 1906 по 1915 годы сразу несколько европейских фирм грамзаписи, среди которых были французская компания «Братьев Пате», германское АО «Спорт-Рекорд», российские «Монарх-Рекорд», «Граммофон-Рекорд», «Концерт-Рекорд», «Премьер-Рекорд» и «Экстрафон», выпустили десятки пластинок с записями азербайджанских мугамов, теснифов и рэнгов. В Киеве, Риге, Варшаве, Петербурге, Москве, Тифлисе были записаны мугамы в исполнении Алескера Абдуллаева, Сеида Мирбабаева, Ислама Абдуллаева, Мамеда Фарзалиева, Кечачи оглы Мухаммеда, Меджида Бейбутова, Сеида Шушинского и др. Певцам в основном аккомпанировали тарист Курбан Пиримов и кеманчист Саша Оганезашвили.
Мугамы впоследствии использовал композитор Узеир Гаджибеков в качестве музыкального материала для своей оперы «Лейли и Меджнун», поставленной на сцене в 1908 году и ставшей первой азербайджанской оперой. Главную роль в опере, роль Меджнуна, исполнил Гусейнкули Сарабский, привлекший внимание Гаджибекова своим исполнением мугама «Гиджас араби» на одном из спектаклей. Эта опера заложила основу национального оперного искусства, появились композиторы Зульфугар Гаджибеков, Муслим Магомаев, Гаджи Баба Шарифов и др.
В эти годы проводилась также большая работа по собиранию и публикации мугамов. Так, в 1912 году знаток азербайджанской народной музыки Мир Мохсун Навваб опубликовал свою книгу «Вузух-ул аргам», посвящённую мугамам.
- Исполнители мугамов XIX — начала XX века
- Ансамбль Джаббара Карьягдыоглы. Слева направо: Джаббар Карьягдыоглы, тарист Курбан Пиримов, кеманчист Саша Оганезашвили
- Ансамбль ханенде Бюльбюльджана (второй слева). Конец XIX века
- Ансамбль Кечачи-оглы Мухаммеда. Варшава, 1912 год. Слева направо: Кечачи-оглы Мухаммед. Курбан Пиримов, Саша Оганезашвили
- Ансамбль Ислама Абдуллаева. 1912 год. Баку. Слева направо: Ислам Абдуллаев, Ширин Сальянский, Левон Гараханов
- Ансамбль Мешади Джамиля Амирова. Слева направо: парная нагара Шошан, ханенде Мешади Мамед Фарзалиев, тарист Мешади Джамиль Амиров, кеманчист Левон Гараханов. Гянджа, 1919 год
- Выездной музыкальный меджлис в Ленкорани. 1908 год. Сидят в центре Джаббар Карьягдыоглы, Курбан Пиримов и Саша Оганезашвили

### Мугам в советские годы
В советские годы музыкальный репертуар ансамбля мугаматистов по-прежнему состоял из классических произведений — мугама, теснифа, рэнга, которые, однако, были очищены от мистического содержания. Ансамбли мугаматистов как правило состояли из трёх исполнителей — тариста, кеманчиста и ханенде, исполняющего также и роль ударника. Азербайджанское музыкальное издательство стало издавать записи мугамов и песен ханенде.
Переложением мугамов на ноты в Азербайджане первым занялся Муслим Магомаев. В 1928 году он переложил на ноты мугам «Раст» в исполнении Курбана Пиримова, который ныне хранится в Институте рукописей в Баку. Ниязи Тагизаде-Гаджибеков переложил на ноты мугамы «Раст» и «Шур» в исполнении Джаббара Карьягдыоглы. Значительная работа была проделана сотрудниками научно-исследовательского кабинета, созданного Бюльбюлем при Азербайджанской государственной консерватории в 1932 году. В 1936 году были опубликованы первые нотные записи мугамов: Тофик Кулиев записал мугамы «Раст» и «Забул», а Закир Багиров — мугам «Дугях» в исполнении тариста Мансура Мансурова. В конце 1930-х годов Фикрет Амиров записал на ноты мугамы «Раст», «Шур» и «Сегях» в исполнении Билала Яхьи.

#### Период железного занавеса
Начиная с 1930-х годов мугам, как и вся народная музыкальная культура народов СССР, попадает под жесточайший контроль государства. На долгие годы перекрывается доступ азербайджанской национальной музыки на международную арену. В сознании людей мугам (мугамат) насильно утверждается как примитивное искусство. По словам музыковеда Иосифа Рыжкина, попытка перечеркнуть мугамы-макомы могла нанести серьёзный ущерб развитию музыкальных культур Советского Востока. А учитывая, что общим термином «мугам» обозначается не только жанр музыкальной композиции, но и определённый лад, то этот ущерб мог оказаться значительным.
Данная попытка встретила отпор со стороны национальных композиторов. Азербайджанская интеллигенция во главе с Узеиром Гаджибековым и ценители мугамного искусства сумели отстоять право на жизнь этого культурного наследия. Более того, в 1931 году в Азербайджанской консерватории был организован Научно-исследовательский кабинет, в котором осуществлялись запись и исследование народной музыки. Несмотря на государственный контроль, в Азербайджанском театре оперы и балета продолжали ставиться оперы Узеира Гаджибекова и Муслима Магомаева, в 1930-40 годах они принесли известность исполнительницам мугамов Явер Келентерли и Агигат Рзаевой.
В 1970-е годы ситуация изменилась и народы союзных республик, в том числе азербайджанцы, получили возможность слушать и изучать народный фольклор и музыку. В Азербайджане был налажен серийный выпуск грамзаписей мугама.

#### Возрождение мугама
Несмотря на ограничения, мугам в годы СССР получил достаточно широкое развитие, в том числе благодаря таким исполнителям мугама, как Сеид Шушинский, Хан Шушинский, Зульфи Адигезалов, Рубаба Мурадова, Шовкет Алекперова, Тохфа Алиева, Гаджибаба Гусейнов, Ягуб Мамедов, таристы Ахсан Дадашев, Бахрам Мансуров и другие. Во второй половине XX века развитию мугама способствовали также ханенде Агабала Абдуллаев, Муталлим Муталлимов, Сахиб Шукюров, Алибаба Мамедов, Ариф Бабаев, Джанали Акперов, Ислам Рзаев, Агахан Абдуллаев, Алим Гасымов, Гадир Рустамов, Сулейман Абдуллаев, Сабир Мирзоев, которые не только сохраняли классические традиции в исполнении мугама, но также способствовали их обновлению. Искусство мугама в советский период хранили и развивали также Абульфат Алиев, Гулу Аскеров, Агигат Рзаева, Явер Калантарли, Захра Рагимова.
В 1960-х годах были опубликованы инструментальные мугамы «Баяты-Шираз» и «Шур» (1962), «Шахназ» (1963), «Чахаргях» и «Хумаюн» (1962), «Сегях-Забул» и «Рахаб» (1965) в исполнении тариста Ахмеда Бакиханова, переложенные на ноты композитором Нариманом Мамедовым.
В семидесятых годах XX века мугам стал возрождаться благодаря усилиям ЮНЕСКО, под эгидой которого в 1971 году в Москве, в 1973 году в Алма-Ате и в 1978 и 1983 годах в Самарканде прошли первые международные симпозиумы и фестивали традиционной музыки. Получив широчайший резонанс в советском обществе, они пробудили интерес к мугаму как к традиционному музыкальному искусству — искусству высокого класса. В 70-х годах Нариман Мамедов переложил на ноты мугамы «Чахаргях» (1970) в исполнении ханенде Ягуба Мамедова и «Раст» (1978) в исполнении Гаджибаба Гусейнова.
В 1977 году азербайджанский мугам, исполненный Кямилем Джалиловым на балабанах, был записан на золотую пластинку «Вояджера» и запущен с Земли как послание внеземным цивилизациям.
Мугам исполняется и в ряде фильмов, снятых в советские годы на киностудии «Азербайджанфильм». Так, например, в фильме «Не та, так эта» (1956) трио мугаматистов в составе ханенде Хана Шушинского, кеманчиста Талата Бакиханова и тариста Бахрама Мансурова исполняют отрывки из мугама «Шахназ». В фильме же «Дервиш взрывает Париж» (1976) показана сцена исполнения мугама «Шушанын даглары башы думанлы».
- Исполнители советского периода
- Ансамбль Зульфи Адигёзалова. Слева направо: Зульфи Адигёзалов, Бахрам Мансуров и Ваго Мелкумов
- Ансамбль Джанали Акперова. Слева направо: Джанали Акперов, Бахрам Мансуров и Шафига Эйвазова
- Ансамбль Алима Гасымова. Слева направо: Алим Гасымов, Бахрам Мансуров и Талат Бакиханов

### Мугам в годы независимости Азербайджана
Из-за Первой карабахской войны в начале 1990-х годов мугам на некоторое время потерял поддержку со стороны разрушенных государственных структур. Но несмотря на это, мугамы продолжают исполняться на отдельных городских собраниях, в сельских общинах или в кругу семьи. В эти годы исполнения мугамов были приурочены к торжественным и траурным датам. Организовывались подобные мероприятия по частной инициативе граждан и отдельных коллективов.
Начиная с 90-х годов известность получили такие мастера исполнения мугама, как Захид Гулиев, Агакерим Нафис, Сакина Исмаилова, Мансум Ибрагимов, Забит Набизаде и др. Значительный вклад в культуру мугама внесли также ханенде Гандаб Кулиева, Мелекханум Эюбова, таристы Агасалим Абдуллаев, Сарвар Ибрагимов, каманчисты Габиль Алиев, Шафига Эйвазова.
Популяризации и развитию мугама в Азербайджанской Республике способствует также Международный центр мугама в Баку, который был сдан при поддержке Фонда Гейдара Алиева в эксплуатацию в декабре 2008 года. Впоследствии Центры мугама были открыты в Агджебеди (2008), Горадизе (2010) и в Агдамском районе республики (2018). А благодаря ханенде Алиму Гасымову мугам получил широкую известность не только в Европе, но и в США, Бразилии, Японии и других странах.
В 2005 году в Азербайджане состоялся первый телевизионный конкурс молодых исполнителей мугама. Организатором конкурса был Заслуженный деятель искусств Азербайджана Надир Ахундов. Победу в конкурсе одержали Тейяр Байрамов, Бабек Нифталиев, Илькин Ахмедов, Перваз Ибрагимли, Вафа Оруджова, Бегимханум Мирзаева. Конкурсантам аккомпанировали Заслуженные артисты республики тарист Эльчин Гашимов, кеманчист Эльнур Ахмедов и нагаратист Камран Кязимов. В 2007 году состоялся второй телевизионный конкурс исполнителей мугама, победу на котором одержали Элмеддин Ибрагимов и Гюллю Мурадова.
В ноябре 2008 года на заседании Межправительственного комитета ЮНЕСКО по сохранению нематериального культурного наследия, проходившем в Стамбуле, азербайджанский мугам был внесён в репрезентативный список нематериального культурного наследия человечества.
Начиная с 2009 года, в Азербайджане проходит Международный фестиваль мугама, носящий название «Мир Мугама». Первый фестиваль прошёл в Международном центре мугама. В рамках фестиваля проходят посвящённый вопросам мугама международный научный симпозиум, международный конкурс исполнителей мугама, а также многочисленные мугамные оперы и концерты симфонических и классических мугамов. Основными целями Международного фестиваля мугама является сохранение, пропаганда и изучение мугама, его популяризация как в Азербайджане, так и за рубежом. Помимо этого в Азербайджане был издан музыкальный альбом «Карабахские ханенде», увидели свет издание «Энциклопедии мугама» и журнала «Мугам». Презентация изданного Фондом Гейдара Алиева музыкального альбома «Карабахские ханенде», содержащего фрагменты из мугамов в исполнении 24 певцов, состоялась в 2005 году в Париже, в штаб-квартире ЮНЕСКО.
- Мугам на различных фестивалях
- Исполнители мугама на фестивале Новруз в Баку, 20 марта 2010
- Исполнители мугама на сцене Азербайджанского драматического театра

## Разновидности мугама

### Дестгях
Дестгях (азерб. Dəstgah; от араб. и перс. «даст» (داست) — «комплект» и «гях» (گاه) — «место», «положение») является крупномасштабным вокально-инструментальным мугамом, полным его видом, представляющим собой развёрнутое музыкальное произведение, которое объединяет несколько мугамов в одну композицию. Это произведение начинается инструментальным вступлением (мугеддиме) — дерамедом и бэрдаштом, после чего следует ряд вокально-инструментальных мугамных разделов речитативно-декламационного склада, которые называются шобе. Дестгях исполняется как самим ханенде, так и без него одним из солирующих инструментов. Певца может сопровождать или трио музыкантов, или же оркестр народных инструментов. Порядок следования частей в дестгяхе друг за другом, а также тональная высота каждой из них канонизированы. К примеру, в мугаме «Шур» часть «Семаи-шемс» должна следовать за частью «Шикестеи-фарс», а не наоборот.
Между мугамными разделами в дестгяхе исполняются песенные фрагменты — теснифы, представляющие собой песни-романсы, и инструментальные эпизоды танцевального характера — рэнги и диринги. Теснифы в дестгяхах выражены в чётком метроритмическом движении. Дерамед, бэрдашт, рэнг и диринги относятся к чисто инструментальной музыке в дестгях. Мелодические, ритмические и ладовые особенности основных разделов мугамов отражаются в дерамеде, который именуется по мугаму, к которому он относится (к примеру, «Шур дерамеди», «Хумаюн дерамеди»). Второй вступительной частью дестгяха является бэрдашт, считающийся краткой инструментальной пьесой, идущей за дерамедом.
Роль интонационных связок в дестгяхе играют рэнги и диринги. Первые отличаются чёткой метроритмической основой, способствуя большей динамичности всего дестгяха в целом. Рэнг — это инструментальный эпизод в мугаме часто виртуозного характера. Он охватывает большой звуковой диапазон и имеет постоянный тактовый размер, чем и отличается от собственно мугамных разделов, которые в метро-ритмическом отношении сложно-переменные. Помимо этого рэнги дают возможность ханенде отдохнуть после исполнения крупных вокальных разделов в мугаме. Рэнги часто исполняются и как самостоятельные мелодии. Их условно именуют по названию мугама или его шобе, за которыми они следуют (к примеру, «Cегях рэнги», «Шуштэр рэнги»). По характеру и мелодико-ритмическому строению рэнги бывают песенными, маршеобразными и танцевальными.
Во время исполнения мугама в инструментальной форме (в основном на таре, кеманче или балабане) рэнги и теснифы отсутствуют, в связи с чем мугам представляет собой непрерывную импровизацию.

### Зерби-мугам
Зерби-мугамы (азерб. Zərbi muğam) представляют собой ритмические мугамы и являются крупными одночастными произведениями. Мугамно-импровизационная мелодия вокальной партии зерби-мугамов чередуется с ритмизированными инструментальными эпизодами (типа рэнгов). В инструментальном сопровождении зерби-мугамов значительную роль играет даф. Зерби-мугамы имеют самостоятельные названия, отличные от названий ладов — «Карабах шикестеси», «Аразбары», «Кесме шикесте», «Ширванская шикесте», «Овшары», «Мансурия», «Эйраты», «Кереми», «Симаи-шамс» и др. В народе особенно популярен зерби-мугам «Карабахская шикесте», она была использована в опере «Асли и Керем» Узеира Гаджибекова, «Шах Исмаил» Муслима Магомаева, «Шахсенем» Рейнгольда Глиэра.
От дестгяхов зерби-мугамы отличаются тем, что их вокальная и инструментальная части равнозначны и независимы. Вокальная импровизация этих мугамов состоит из коротких музыкальных фраз, которые повторяются много раз. Метроритмическую особенность всего зерби-мугама определяет его инструментальное сопровождение, составляющее также мелодическую основу мугама. Инструментальная часть зерби-мугама часто исполняется самостоятельно. Текстами для зерби-мугамов служат как газели, так и различные баяты и гошма. Из народных же песен в жанр зерби-мугама перешло чередование песенных и танцевальных эпизодов.

## Исполнение
Мугам в Азербайджане исполняется обычно в сопровождении трио сазандарей, в состав которых входят исполнители на таре, кеманче и дафе. Часто ударник, играющий на дафе, сам является и певцом. Певца, исполняющего мугамы, в Азербайджане называют ханенде, а саму группу исполнителей — сазанде. Кроме того, мугамы часто исполняются и в виде сольных инструментальных произведений (на таре, кеманче и др.). Помимо вышеперечисленных инструментов, мугамы исполняются также на гоша-нагаре (ранее также входившем в группу сазандаров, но вытесненном из их состава в конце XIX века в связи с исполнением мугамов-дестгяхов в сокращённом варианте), балабане, кануне, ченге, беюк (большом) таре, голтуг (подмышечном) сазе, тутеке, гармони. Тем не менее, мугамными инструментами, на которых данные композиции воспроизводятся точно, считаются в первую очередь тар и кеманча, затем — уд, канун, балабан.
Тар играет ведущую роль в аккомпанементе. Тарист во время исполнения мугама использует различные плекторные штрихи и приемы: удар плектром сверху, снизу, сверху и снизу или наоборот, с большой скоростью сверху и снизу, постоянно сверху, движение пальцев по струне, игру у малой чаши или ближе к большой подставке, встряхивание тара, вибрация, глиссандо, паузы. В мугамах и их шобе («Забул сегяхы», «Гатар», «Дилкеш», «Хиджаз» и др.) используется также приём «гоша-мизраб» (двойной удар по струне сверху или снизу). А при исполнении мугамов «Раст», «Шур», «Гатар», «Махур-Хинди» и «Шахназ» часто используется приём «чахар мизраб», когда звуки получают четырьмя последовательными ударами плектра. Такие приёмы, как чахар, чыртыг, элиф, гоша-мизраб, мизраби-гюльриз, зэнги-шютюр, используются только при сольном исполнении мугамов. Технические и художественные возможности тара во время сольной игры мугама проявляются особенно ярко. Исполняя мугамы на кеманче, очень часто играют на двух струнах. В это время одна из струн выдерживает органный пункт. Существует также исполнение параллельных созвучий, что является более сложным способом игры. В ансамблях сазанде при исполнении того или иного мугама строй тара и кеманчи бывает разным.
| |  |
| Ханенде Эхтирам Гусейнов (слева) во время исполнения мугама держит даф у рта для эффекта резонанса. Ханенде Теййюб Асланов (справа) использует даф как ударный инструмент при пении |  |

Игрой на дафе или гавале ханенде сопровождает ритмические эпизоды мугамов-дестгяхов и зерби-мугамов. Во время пения певец, в зависимости от мелодии мугама, держит даф в различных положениях, меняя с его помощью как направление, так и тембр звука. В кульминационные моменты мугама ханенде преподносит даф на уровень рта, ближе к уху. В этом случае даф играет роль своеобразного резонатора. Ханенде Джаббар Карьягдыоглы, Сеид Шушинский, Зульфи Адыгезалов, Абульфат Алиев получили известность и как виртуозные исполнители на дафе. Темброво-динамические возможности балабана ярко проявляются при сольном исполнении мугама дуэтом балабанистов, однако звукоряд этого инструмента не позволяет исполнять все разделы мугама, в связи с чем обычно мугамные дастгяхи исполняются балабанистами в укороченном варианте. Канун также используется в основном для сольного исполнения мугама (преимущественно мугамов «Баяты-Шираз» и «Чахаргях»).
Тематика мугамов чаще всего ограничивается сферой лирики — любовной и философской. Среди поэтических форм, используемых в мугамах, самым распространённым является газель, жанр классической восточной поэзии. Газели таких классиков азербайджанской и персидской поэзий, как Низами Гянджеви, Хафиз, Навои, Физули, Хагани Ширвани, Видади, Насими, Молла Панах Вагиф, Касым бек Закир, Хуршидбану Натаван, Сеид Азим Ширвани, Мирза Алекпер Сабир, Самед Вургун, Алиага Вахид, Сулейман Рустам, Микаил Мушфиг и другие, являются поэтическими текстами мугамов.
До начала XX века азербайджанские ханенде имели обыкновение исполнять мугамы на персоязычные стихи. Традицию исполнения их на азербайджанском языке ввел азербайджанский ханенде Джаббар Карьягдыоглы.

## Значение мугама в жизни народа и его музыке
Азербайджанский мугам по ряду общих художественных черт роднится с такими восточными музыкальными традициями, как турецкие таксимы, иранские дестгяхи, уйгурские мукамы, узбекско-таджикские шашмакомы, арабские макомы, индийские раги и др. В каждой из этих форм нашли выражение жизнеощущение, миропонимание и мировоззрение создавшего их народа. Мугам считается своеобразной «визитной карточкой» Азербайджана. Азербайджанцы воспринимают мугам как одну из важных культурных ценностей, лежащих в основе национального самосознания.
По словам американского музыковеда Инны Народицкой, многогранность традиции исполнения мугама, а также богатая музыковедческая литература об этом искусстве, заложили мугам в качестве основы азербайджанской музыки. Как отмечает музыковед Санубар Багирова, мугам — это часть азербайджанской национальной культуры, «несущая в себе духовную чистоту и многогранность». Тарист Бахрам Мансуров говорил, что мугам уничтожить невозможно, потому что он слишком «врос» в азербайджанский народ и энергетически «заразил», в хорошем смысле этого слова, землю Азербайджана. Ханенде Сакина Исмаилова же называет мугам «генетической памятью народа», его прошлым, настоящим и будущим.
По словам исполнительницы мугамов Севиндж Сарыевой, больше всего в мугаме её привлекает «величие, проявляющееся в его серьёзности, всеохватности, глубокой человеческой мудрости, торжественности и утончённости». Мугам, по словам Сарыевой, «таит в себе колоссальную философию жизни, причем каждый мугам трактует её по-своему», имея свой характер, мелодический рисунок и средства выражения.
Творчество многих азербайджанских композиторов XX века основано на искусстве мугама. Благодаря мугамам появились не только первые азербайджанские оперы и начался профессиональный азербайджанский музыкальный театр, но были созданы и многие музыкальные произведения и новые жанры в азербайджанской музыке. Отдельные произведения азербайджанских композиторов базируются на принципах мугама. Мугам даже звучал на конкурсе песни «Евровидение» в исполнении представителей Азербайджана Самира Джавадзаде в 2008 году и Чингиза Мустафаева в 2019 году.

## Производные жанры

### Мугамная опера
Мугамная опера — оригинальный оперный жанр, который сочетает в себе принципы европейской оперы и мугамного искусства. Специфической чертой мугамной оперы является включение в неё импровизации (мугамных шобе) и обязательное участие ханенде, для которых звучат основные партии в сопровождении мугамного ансамбля. Хоры, ансамбли, оркестровые эпизоды представляют собой обработку народных мелодий, теснифов, рэнгов, зерби-мугамов и ашугских напевов. Соотношение зафиксированного в партитуре авторского текста и импровизируемого мугамного материала может быть различным.
Первой мугамной оперой является опера «Лейли и Меджнун» Узеира Гаджибекова, поставленная в 1908 году в Баку. Появление этой оперы заложило основу азербайджанского музыкального театра, а также позволило ханенде выступать на оперной сцене. В последующие годы появились мугамные оперы «Шейх Санан» (1909), «Рустам и Зохраб» (1910), «Шах Аббас и Хуршуд Бану» (1912), «Асли и Керем» (1912) и «Гарун и Лейла» (1915) Узеира Гаджибекова, «Ашуг-Гариб» (1916) Зульфугара Гаджибекова, «Шах Исмаил» (1916) Муслима Магомаева.
Однако в 20-х годах на страницах прессы появились призывы отказаться от мугамных опер как устаревшей традиции. В защиту азербайджанской национальной оперы стали выступать Узеир Гаджибеков, Шовкет Мамедова и Муслим Магомаев. Последний, в частности, писал, что «тюркская опера должна получить все условия для своего нормального развития».
Традиция написания мугамных опер была продолжена и во второй половине XX века. В этот период и после были написаны оперы «Скала невесты» (1974) Шафигы Ахундовой, «Судьба ханенде» (1979) Джахангира Джахангирова, «Натаван» (2003) Васифа Адигёзалова. В музыке этих опер композиторами также были использованы мугамы.

### Симфонический мугам
Симфонический мугам представляет собой особый жанр музыки, для которого характерно сочетание принципов европейской симфонической музыки и мугамного искусства. Этот жанр был создан в 1948 году Фикретом Амировым. Его симфонические сочинения «Шур» и «Кюрд-Овшары», в написании которых использованы музыкальные материалы мугамов, заложили традицию симфонизации мугама.
В этом плане творчество Амирова наиболее ярко связано с мугамами. Его симфонические мугамы «Шур» и «Кюрд-Овшары» как по составу своих частей, так и по ладо-интонационному звучанию соответствуют классическим мугамам «Шур» и «Кюрд-Овшары». Говоря о создании своих первых симфонических мугамов, Амиров отмечал, что мугам, несмотря на старинное происхождение, вовсе не архаичен и естественно ложится на симфоническую партитуру. По словам Амирова, в те годы ему казалось, что мугам должен быть понятен не только Востоку, но и Западу.
Главной особенностью симфонического мугама является то, что здесь сохраняются принципы, свойственные мугамному дестгяху, и, вместе с тем, используется разнообразие оркестровки и методы симфонического развития. Помимо вышеперечисленных композиций азербайджанскими композиторами в разные годы были написаны и симфонические мугамы «Раст» (Ниязи), «Баяты-Шираз» (Сулейман Алескеров), «Гюлистан Баяты-Шираз» (Фикрет Амиров), «Хумаюн», «Нава», «Рахаб» (Талат Бакиханов) и др.

### Джаз-мугам
На традициях мугама основан также азербайджанский джаз. Первыми, кто соединил традиционную музыку мугама с классическим джазом, стали Вагиф Мустафа-заде и Рафик Бабаев. Вагиф Мустафа-заде, используя мугам, написал ряд оригинальных джазовых импровизаций и композиций с восточным колоритом. Пианистический стиль Мустафа-заде прочно связан с мугамом. По словам критиков, творческая индивидуальность Вагифа Мустафа-заде обязана своей неповторимостью именно мугаму.
Музыканту Севде Мамедли принадлежит джазовая композиция «İthaf» («Посвящение»), написанная с использованием мугамных аранжировок. Композитор Гюльсум Эльдарова является автором произведения «Посвящение Вагифу», представляющего смесь джазовой музыки и мугама.